# Єва Курилюк

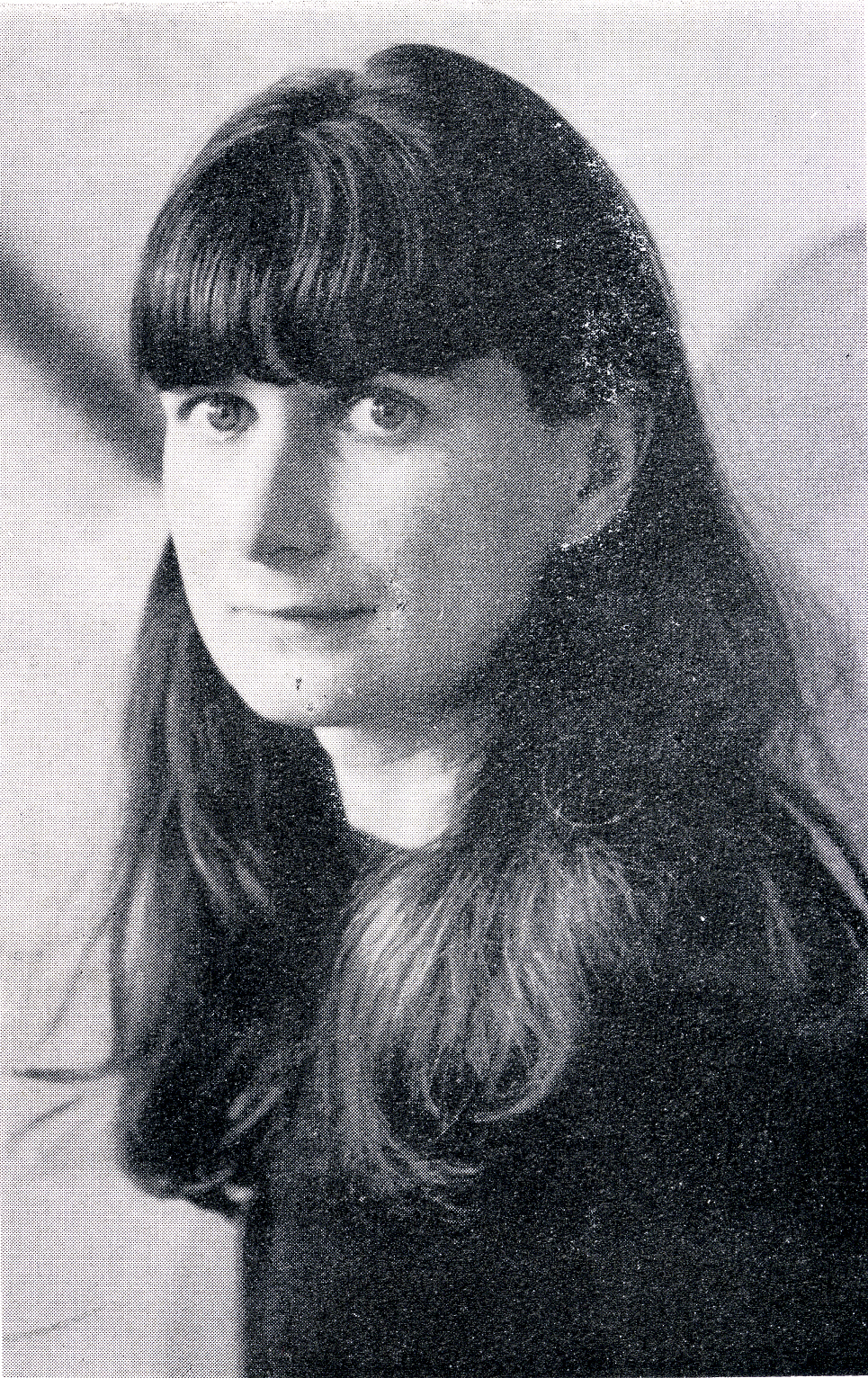
Єва Курилюк,, з каталогу «Вершки», виданий у Варшаві, 1977

Єва Курилюк (пол. Ewa Kuryluk, нар. 5 травня 1946 року) — польська художниця. Вона — піонерка текстильної інсталяції, художницею, фотографинею, історикинею мистецтва, прозаїкинею і поетесою, а також авторкою численних книг, написаних польською та англійською мовами, чимало з них перекладено на інші мови. Вона провела понад п'ятдесят персональних виставок, брала участь у багатьох групових виставках і створювала інсталяції на відкритому повітрі по всьому світу. Її роботи можна побачити в Національних музеях у Варшаві, Кракові, Вроцлаві та Познані, а також у державних і приватних колекціях Європи, США, Латинської Америки та Японії.

## Життєпис
Єва Курилюк народилася в Кракові, Польща, була першою дитиною Кароля Курилюка, редактора журналу Odrodzenie, і Марії Курилюк (народжена Міріам Кохані), письменниці та піаністки-аматорки. У 1947 році родина переїхала до Варшави, а в 1950 році народився брат Єви Пйотр. У 1959 році її батька призначили послом в Австрії, і вони переїхали до Відня. У 1964 році художниця закінчила австрійську середню школу та почала навчання у Варшавській академії образотворчого мистецтва, отримавши диплом з живопису та ступінь магістра з історії мистецтв у 1970 році. 9 грудня 1967 року її батько раптово помер від серцевого нападу, а в березні 1968 року сім'ю ще більше схвилював спалах антисемітизму та еміграція друзів, а у її брата з'явилися перші ознаки психічного захворювання.
Виразний стиль живопису Курилюк та її бунтарський характер спричинили конфлікт із викладацтвом. У 1967 році їй було дозволено організувати самостійну виставку студентських робіт, у тому числі й власних, на сходах відділу живопису. Незвичайна подія зібрала натовпи людей і про неї повідомила преса. Однак ажіотаж не сподобався владі, і їй заборонили продовжувати. Курилюк почала підпільно вивозити свої роботи та виставлятися за кордоном. Її перша персональна виставка в галереї Вудсток у Лондоні збіглася з випускними іспитами у Варшаві, і вона тримала це в таємниці. 1976 року, Року політв'язня, вона пожертвувала роботу Amnesty International. Наприкінці 1970-х вона та її друзі, художники Анджей Бєньковський, Анджей Бєлявський та Лукаш Королькевич, створили групу з іронічною назвою «Сливки». Скориставшись деякою лібералізацією за Едварда Герека, у червні 1981 року вона організувала незалежну міжнародну мистецьку виставку «Сад знань», сподіваючись перетворити її на подію, що проходить раз на два роки.
Відкриття її першої персональної виставки в США 12 грудня 1981 року збіглося з введенням воєнного стану в Польщі. У лютому 1982 року за допомогою невеликого гранту Європейської програми обміну, спонсорованого Джорджем Соросом, вона перейшла до Інституту гуманітарних наук Нью-Йоркського університету. Серед членів Інституту, заснованого Річардом Сеннетом, були Сьюзен Зонтаґ, російський поет Йосип Бродський і письменник Едмунд Вайт. У 1982 та 1983 роках вона була призначена науковою співробітницею і провела семінар про тіні, дзеркала та двійники в мистецтві та літературі. Вона також перейшла до писання англійською та розповідала про свої смішні бійки з польською цензурою в «Хто боїться маленької червоної мишки?», що опубліковано в The Village Voice. У березні 1984 року в Art in General відкрилася її перша нью-йоркська сольна інсталяція, і до 1989 року вона продовжувала виставлятися з некомерційною галереєю. Вона викладала в Новій школі соціальних досліджень Нью-Йоркського університету та Каліфорнійського університету в Сан-Дієго. 1985 року вона була нагороджена Нью-Йоркським фондом свободи слова за свою діяльність на захист свободи слова та прав людини. У липні 1989 року, після досягнення компромісу між польським режимом і «Солідарністю», вона разом із родиною відвідала Варшаву, відновила контакти зі своїми колегами-митцями й невдовзі відновила свою професійну діяльність. У 1992 році вона заснувала асоціацію Amici di Tworki для підтримки пацієнтів величезної психлікарні під Варшавою. 2012 року за заслуги перед польською культурою вона отримала нагороду Gloria Artis.

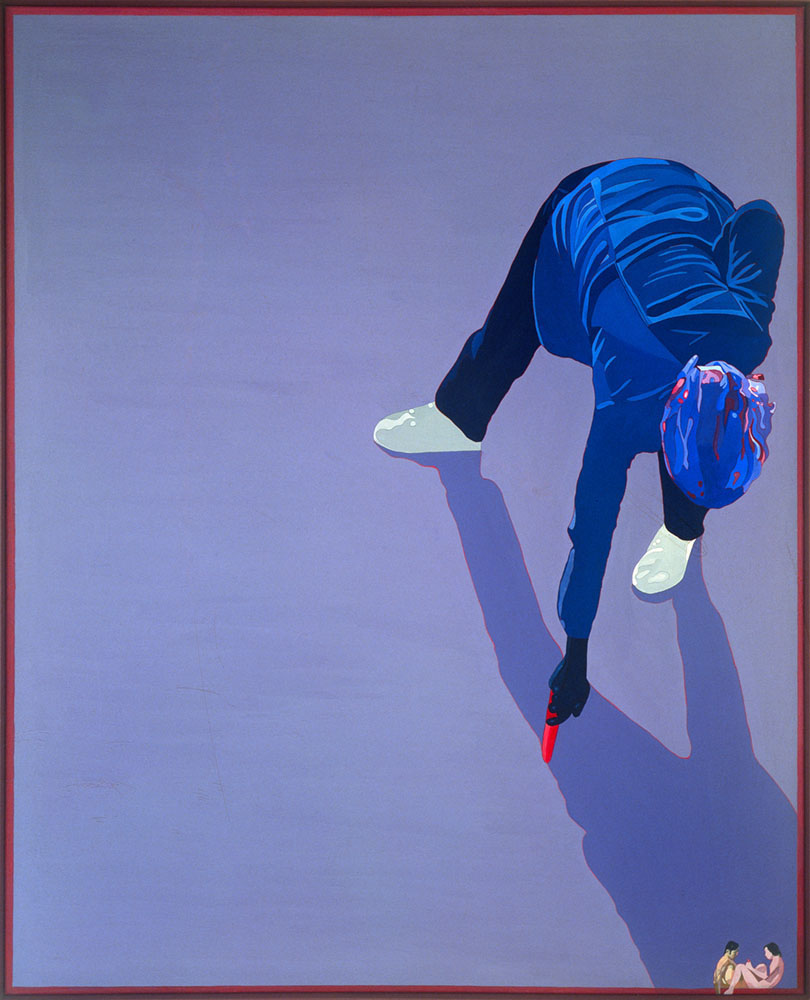
Ева Курилюк, «Окреслення моєї тіні» (1978), полотно, акрил, 150x120 см, Національний музей, Познань.

## Живопис
До 1968 року вона знайшла свій власний стиль та іконографію, створивши «Людські пейзажі» — серію гротескних картин в однорідних, яскравих кольорах, які мистецтвознавець Мечислав Поребський описує так: «На її картинах відкриваються дивовижні простори або перетворюються на лабіринти. Коридори розгалужуються, тунелі перетинаються, міські квартали вростають один в одного, хмарочоси гудуть від метушні сучасного життя — нагадуючи сучасну Вавилонську вежу, жадібну і неспокійну, як мурашник». У своїй наступній серії «Екрани» вона протиставила екрани телевізорів людям, які їх дивляться. У 1974 році вона перейшла до фотореалізму, малюючи портрети та автопортрети за власними фотографіями. Фігури були вилучені з їхнього оточення та встановлені на плоскому абстрактному фоні, що наводить на думку про стіну або відкритий простір із невеликими силуетами та віньєтками, що розважаються навколо. Ці картини передають самотність, але вони також приправлені сарказмом, шарадами та алегоріями. Маленький цар Едіп, наприклад, вирізаний із репродукції «Едіп і Сфінкс» Жана Огюста Домініка Енгра й пофарбований у жовтий колір, стоїть на плечі Лешека Колаковського, ніби звертаючись із запитанням до польського філософа. Автопортрет «Окреслюю мою тінь» (1978, Національний музей, Познань) згадує легендарну коринфську служницю, яка стала першою художницею, зобразивши у світлі лампи профіль свого коханого, що від'їжджає. Незабаром після завершення цього символічного автопортрета Курилюк пережив кризу. Її відчуття кольору підірване, вона кинула малювати на натягнутому полотні й поїхала з Англії. Тимчасова робота викладачем у Кіношколі в Лодзі, тодішньому текстильному центрі, змусила її відкрити для себе гнучкість тканини. Вона експериментувала з малюванням на тканині з 1977 року, але ідея монументальної текстильної інсталяції, що є серединою між фресковою архітектурою та скульптурою, кристалізувалась, коли вона дивилася на драпірування у вітринах магазину тканин, йдучи на роботу.

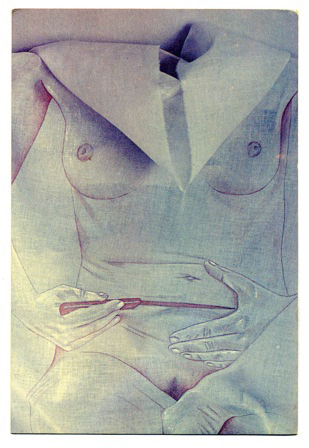
Фрагмент «Допиту» Єви Курилюк на запрошенні для її інсталяції на 12-й Міжнародній конференції скульптури, район затоки Сан-Франциско, 6–15 серпня 1982 року.

## Інсталяція
Перша інсталяція Курилюк була зроблена з дешевої підкладкової тканини білого, рожевого та чорного кольорів, вкритої малюнками художниці та її супутника у натуральну величину, що зображували молоду пару: ранок на білій, день на рожевій, ніч на чорній тканині, які разом утворюють текстильну кімнату. Прагнучи зіграти на словах і контрасті між тоталітарною архітектурою і приватним простором, художниця назвала свою інсталяцію в галереї «Східна стіна» (навпроти Палацу культури, «подарунок» Сталіна Варшаві) «У чотирьох стінах». Вона відкрилася 1 березня 1979 року, викликавши фурор і ледь уникнувши цензури. Її наступна інсталяція у Варшаві була першою червоно-білою, виконаною іржавим фломастером і червоно-білою фарбою на невибіленій бавовні, що нагадує шкіру.
Навесні 1981 року Курилюк запросили на Міжнародну бієнале в Медельїні, Колумбія, величезну подію, в якій взяли участь тисячі художників, хоча вона була єдиною з радянського блоку. Пофарбувавши свою кабінку в чорне, вона повісила свої бавовняні «шкури» з вирізаними, зашитими та спаленими частинами тіла на мотузках для прання. Інсталяція віддзеркалювала сімейну драму, але її сприймали як відображення ситуації в Польщі, коли «Солідарність» зазнала репресій, і як посилання на порушення прав людини в Латинській Америці. Невдовзі після відкриття у Римі був поранений Папа Римський Іоанн Павло, його біле плаття стало забризкане кров'ю. Несподівано кабіна художниці приваблювала такий натовп, що для охорони її «шкур» виставили військову поліцію. Це також стало початком її кар'єри у Сполучених Штатах. Вражена інсталяцією, Гелен Шлієн запросила її до Бостона.
«Кімната спогадів», зроблена із «закривавлених» бавовняних стін і саванів, накинутих на підлогу та стільці, до січня 1982 року була представлена в галереї Гелен Шлієн у Бостоні, а в грудні була обрана найкращим експонатом року «Бостонський глобус». У вересні 1982 року на 12-й Міжнародній скульптурній конференції в Сан-Франциско було показано інсталяцію «Допит» (дванадцять стільців, задрапірованих оголеними автопортретами), а пізніше відтворено для «Villa dei Misteri» в Art in General, «Textile Sculpture» в Музеї витончених мистецтв у Лозанні та «Мембрани пам'яті», її персональна виставка в Буенос-Айресі.

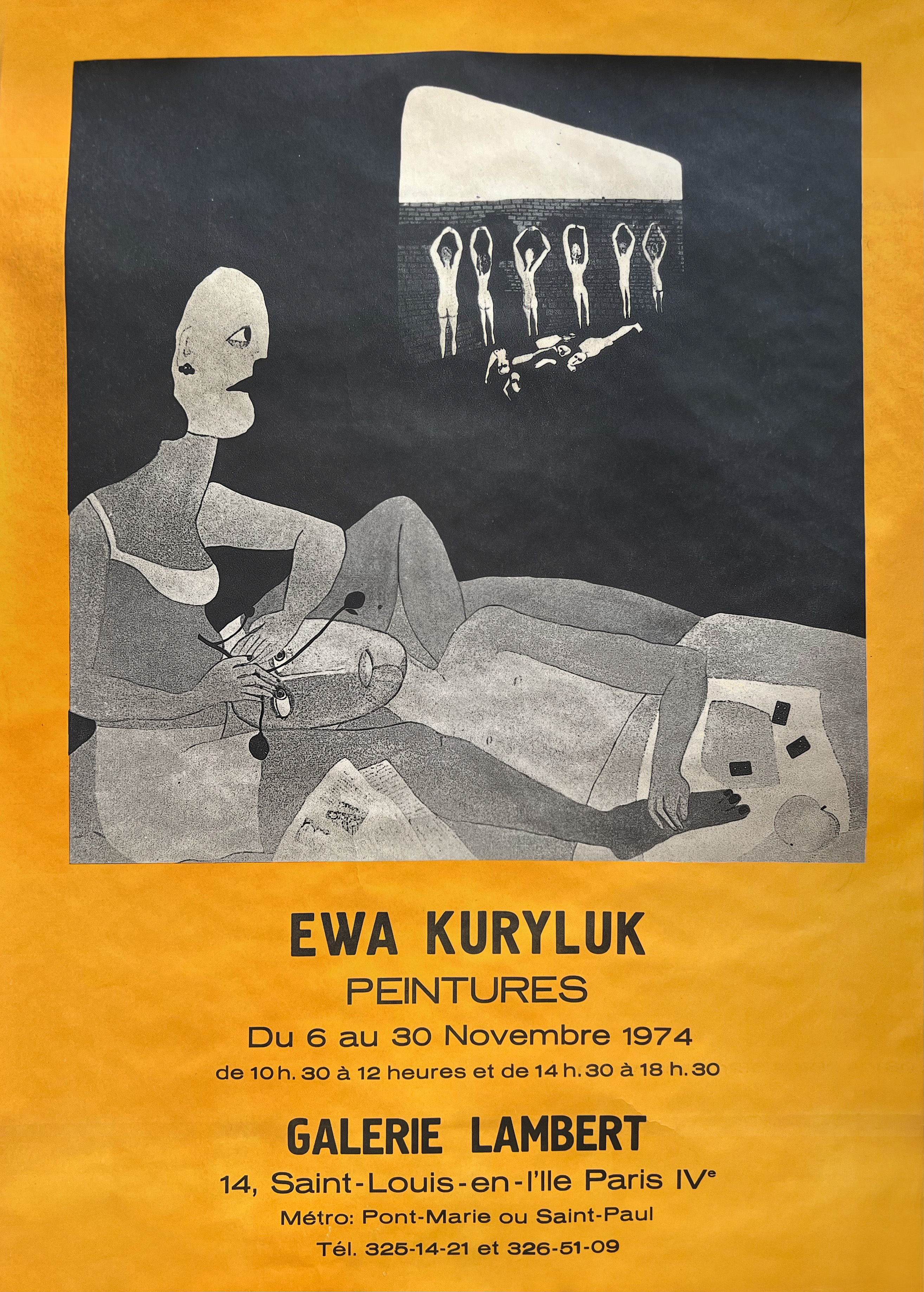
Плакат для персональної виставки Єви Курилюк у Галереї Ламбер у Парижі, 6–30 листопада 1974 року. Картина «Страта» (1970), відтворена на плакаті, сьогодні знаходиться в колекції Polin, Музей історії польських євреїв, Варшава.

«Театр кохання», її друга бостонська інсталяція, була підтримана Національним фондом мистецтв. Монументальна зала з тканини, її найбільша на сьогоднішній день робота, була зроблена з бавовняних стін і колон, підвішених до стелі, і постільної білизни на підлозі із зображеннями пари, що кохається, їхні тіла більші за життя, а інтимні частини видніються на повний зріст. Відчувався запах скандалу, і Томас Фрік, рецензуючи виставку для «Art in America», зазначив, що точне відтворення приватної еротики завжди межує з політикою.
Під час роботи над своїм першим романом Курилюк розробила ідею «Малюнків», додавши до малюнка шрифт, а до червоного — синій колір. Як обкладинка її роману «Століття 21» була використана «Голова, що мріє» - зламана гіпсова пов'язка, вкрита текстами і покладена на подушку. «Мої ноги» — бавовняна доріжка з відбитками кроків її ніг, ліва червоного кольору виражає її жіноче «я», права синього кольору — чоловіче «я», «розмовляли» одна з одною під час «прогулянки» до моря на кораловому піщаному пляжі в Кі Весті.
Перші американські зовнішні інсталяції Кирилюквідкрилися в 1982 році у Верхньому Вест-Сайді в Нью-Йорку. У 1984—1985 роках стипендія Годдера в Прінстонському університеті дала їй можливість вперше жити за межами великого міста. Захопившись кампусом і ландшафтом, вона повною мірою використала пейзажі, що змінюються за сезонами, і задокументувала свої інсталяції на сотнях фотографій, деякі з яких були відтворені Джойс Керол Оутс у її «Огляді Онтаріо». Стипендія Рокфеллера в Національному центрі гуманітарних наук у Північній Кароліні у 1988—1989 роках дала їй ще одну можливість працювати на природі. Вона також отримала замовлення від свого класу створити спільну закриту інсталяцію з поетесою Ритою Дав і розробила композицію з двох бавовняних сувоїв, вертикального з малюнками червоним кольором, горизонтального з віршем Голуба, написаного синім кольором.
У 1991 році Курилюк отримала грант від Нью-Йоркської азійської культурної ради на знак визнання її внеску в розуміння міфології Аматерасу, японської богині сонця, включеної до її дослідження «Вероніка». Подорож до Японії відкрила для неї світ, і вона поверталася неодноразово з виставками та лекціями. Її японські вуличні шовкові інсталяції відрізнялися від бавовняних. Пронизані бажанням відновити втрачену гармонію між людством і природою, вони відображали її прихильність до дзенського мінімалізму та синтоїстських традицій. Коли звисали з квітучих вишневих дерев в Імператорському саду в Кіото, білі шовкові вуалі, здавалося, зникали в повітрі, тоді як жовті шовкові вирізи її брата, коли він був маленьким хлопчиком, мерехтіли між кам'яними лисицями в храмі Фушімі Інарі-тайша на згадку про його любов до тварин. Коли її епізодичну ретроспективу показали у Фукуоці, відвідувач сказав художниці: «Ви, напевно, були японцем у своєму минулому житті».
У 2001 році Курилюк перейшла до «Жовтих інсталяцій», більш історичного типу роботи, заснованої на спогадах дитинства, натхненних галюцинаціями її матері про жовтих птахів і жовтий сніг, що символізує масу євреїв з жовтими пов'язками та зірками, знищених під час Голокосту. Вона дізналася, що її бабуся, дідусь, євреї, та інші родичі були серед них лише після смерті матері, коли знайшла листи та фотографії, сховані в старому зимовому взутті. Вона також знайшла власну роботу для неповнолітніх, деякі з них присвячені Голокосту, з любов'ю зберігається її матір'ю і сьогодні знаходиться в Музеї історії польських євреїв у Варшаві.

## Фотографія

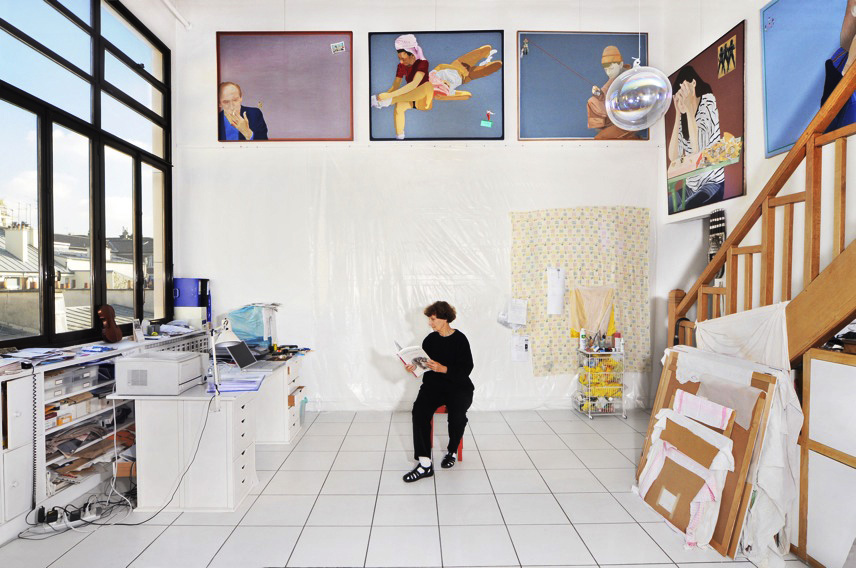
Єва Курилюк у своїй майстерні, опублікована в її книзі картин «Окреслення тіні»; фотографія Девіда Генрі.

1959 року у віці 13 років Курилюк розпочала постійний проект самостійного документування. Бажаючи вловити швидкоплинні настрої та вирази обличчя, а також задокументувати процес старіння, вона працювала серіями, до сотні фотографій за сеанс. Оскільки вона вважала свої автофотографії допоміжним засобом пам'яті та візуальним щоденником, вона тримала їх у секреті десятиліттями. Перша невелика добірка була показана лише 2000 року, більша — 2003 року на її ретроспективі «Повітряні люди» у Національній галереї «Захента» у Варшаві. Але лише 2009 року, коли було опубліковано «Кенгуру з камерою: автофотографія 1959—2009», стало відомо про її псевдонім і загальний вплив фотографії на її творчість. Запис Курилюк про себе нагадує про плинність ідентичності та про те, як загальне видно в приватному.

## Театр
Викладаючи в Інституті прикладних театральних наук Університету Юстуса Лібіха в Гіссені в 1986 році, Курилюк адаптувала «Фауста» I і II Йоганна Вольфганга фон Ґете на сцену паперового театру та режисерувала своїм студентам виставу «Померти Фауста» (Кулак) з їхніми руками та крихітним реквізитом. Спектакль відображав Чорнобильську катастрофу та акцентував увагу на загрозі життю на землі від людського «кулака». У 1988 році вона розробила та поставила п'єсу «У маленькій садибі» Станіслава Ігнація Віткевича в небродвейському Interart Theatre у Нью-Йорку. У 2005 році вона адаптувала свій роман «Encyklopedierotyk» («Енциклопедія кохання») для сцени, а також оформила та поставила виставу в рамках Польського фестивалю в Château de la Petite Malmaison.

## Відео та фільми
«Villa dei misteri» (1984), режисером і продюсером якого стала Ева Курилюк, є відео про першу нью-йоркську інсталяцію художниці в Art in General.
Na cetce zrenicy ( 2004) режисера Анджея Тіткова — документальний фільм про життя та творчість Курилюк, знятий для Другої програми Польського телебачення.
Vera Icona, Ewa Kuryluk (2009) Седріка Шільца — це 65-хвилинний документальний фільм про мистецтво інсталяції Курилюк.

## Вибрані персональні виставки
1970: «Картини та гравюри», галерея Вудсток, Лондон;
1973: «Картини, малюнки та гравюри», Галерея Крістіана М. Небехая, Відень;
1974: «Таблички», Галерея Ламберта, Париж;
1976: «Картини», Галерея Ландбанку, Грац, Австрія;
1977: «Картини», Національний музей, Вроцлав;
1979: «У чотирьох стінах», Галерея Східної стіни, Варшава;
1980: «Людські пейзажі», Художня галерея, Мідлсбро, Англія;
1982: «Кімната спогадів», інсталяція, галерея Хелен Шлієн, Бостон;
1984: «Villa dei Misteri», інсталяція, Art in General, Нью-Йорк;
1985: «Сім чорних стільців у снігу», зовнішня установка, кампус Прінстонського університету, Прінстон, Нью-Джерсі;
1986: «Мембрани пам'яті», Центр Мистецтва та Комунікації, Буенос-Айрес, і «Відбитки», Юстус-Лібіхський університет, Гіссен, Німеччина;
1987: «Театр кохання», Мебіус, Бостон;
1988: «Вересень—Пам'ятайте», встановлення на відкритому повітрі, Національний гуманітарний центр, Парк дослідницького трикутника, NC;
1989: «Зима в Північній Кароліні», зовнішня інсталяція, Національний гуманітарний центр, Парк дослідницького трикутника, NC;
1990: «Шкіра/небесно-червоний/синій, малюнки», інсталяція, Art in General, Нью-Йорк;
1992: «Захід сонця для трьох тих, хто вижив», інсталяція на відкритому повітрі, Каліфорнійський університет, Сан-Дієго;
1995: «Хто цей таємничий хлопчик?», Мангеттенська галерея, частина 8-ї Міжнародної трієнале гобеленів, Лодзь;
1996: «Три стільці та плащаниця», інсталяція, Школа Герлесборг, Гамбургсунд, Швеція;
1997: «Інсталяції (1977—1997)», Мангга, Центр японського мистецтва та технологій, Краків;
1998: «Таємне життя одягу», інсталяція, Галерея Артіум, Фукуока;
2000: «Тріо для прихованого», Інсталяція та автофотографія, Галерея мистецтв «Артеміда», Краків;
2001: «Бавовняні шкурки», інсталяція, Широта 53, Едмонтон, Канада;
2002: «Жінка-художник», Австрійський культурний форум, Братислава, Словаччина;
2003: «Повітряні люди», ретроспектива, Національна галерея Захента, Варшава;
2004: «Бонжур, Роло.», Продуктивність та інсталяція, Шато де ла Малий Мальмезон;
2005: «Табу», Інсталяція, Галерея Артеміда, Краків;
2009: «Париж у Варшаві», реконструкція виставки живопису Курилюка в Галереї Ламберта, Париж, 1974 & Нові автофотографії, Art+on, Варшава;
2011: «Картини, інсталяції та автофотографії», галерея BWA, Вроцлав, і «Поні, жовта інсталяція, картини, стільці та автофотографії», Мистецький читальний зал, Ґлівіце;
2016: «Не мрій про кохання», Курилюк. Живопис 1967—1978, Національний музей, Краків;
2019: «Краків 1946, Жовта інсталяція», Галерея мистецтв «Артеміда», Краків;
2021: «Білі складки часу», інсталяції, Національний музей, Вроцлав;
2022: «Я, Білий Кенгуру», Палаццо Кверіні, Венеція. Офіційна супутня подія, організована Фондом Старак на 59-й Міжнародній бієнале мистецтв у Венеції.

## Вибрані каталоги
- Єва Курилюк, «W czterech ścianach» («У чотирьох стінах»), Галерея Східної стіни, Варшава 1979
- «Тканина пам'яті. Єва Курилюк: Суконні роботи 1978—1987», з есеями Яна Котта, Едмунда Вайта, Ельжбети Грабської, Еви Курилюк, Вілметт, Іллінойс, Формації, 1987
- «Rysunki i Instalacje 1977—1994» («Креслення та установки»), ZPAP, Варшава, 1994
- «Rysunki i Instalacje: малюнки та інсталяції 1974—1996», Центр японського мистецтва та технологій Мангга і Галерея мистецтв «Артеміда», Краків, 1996
- «Таємне життя одягу», інсталяція, організована та представлена Ніком Водлі, Галерея Артіум, Фукуока, 1998
- «Trio dla ukrytych» («Тріо для прихованого»), Галерея мистецтв «Артеміда», Краків, 2000
- «Ludzie z powietrza: Air People» («Люди повітря: Повітряні люди»), Галерея мистецтв «Артеміда», Краків, 2002
- «Табу: Табу на мою Чері», Галерея мистецтв «Артеміда» і Фестиваль єврейської культури, Краків, 2005
- «Droga do Koryntu: На шляху до Коринфа», Два стилі, Варшава, 2006
- «Кенгуру з камерою: 1959—2009, автофотографії», Artemis & Art+on & Wydawnictwo Literackie, Краків і Варшава, 2009
- «Obrysować Cień. Malarstwo 1968—1978» («Окреслення тіні. Живопис 1968—1978»), BWA Design Wrocław & Czytelnia Sztuki, Gliwice & Galeria Artemis, Краків & Wydawnictwo Literackie, 2011
- «Żółte Instalacje 2001—2011» («Жовті інсталяції 2001—2011»), з коментарями Оли Войткевич, Stowarzyszenie Inicjatyw Wydawniczych w Katowicach & Czytelnia Sztuki/Muzeum w Gliwicach, 2011

## Вибрані публічні колекції
Національний музей, Варшава; Національна галерея «Захента», Варшава; Національний музей, Краків; Національний музей, Познань; Національний музей, Вроцлав; Музей сучасного мистецтва, Лодзь; Музей історії польських євреїв, Варшава; Національна бібліотека, Париж; Графічна колекція Альбертина, Відень; Музей Двір Чайника, Кембридж, Англія; Музей мистецтв Басса, Маямі-Біч, Флорида; Національний гуманітарний центр, NC.

## Літературні твори

### Вірші та романи
- Kontur: Wiersze z lat 1972—1975 (Collected Poems), Wydawnictwo Literackie, Kraków, 1979
- Pani Anima: Wiersze z lat 1975—1979 (Collected Poems), Wydawnictwo Literackie, Kraków, 1984
- Century 21, novel, Normal IL, Dalkey Archive Press, 1992
- Grand Hotel Oriental, Wydawnictwo WAB, Warsaw, 1997
- Encyklopedierotyk, Sic!, Warsaw, 2001
- Goldi, Twoj Styl, Warsaw, 2004; second edition WL, 2011
- Frascati, Wydawnictwo Literackie, Kraków, 2009

## Мистецтвознавство та нариси
- Wiedenska Apokalipsa (Віденське мистецтво та література близько 1900 року), Wydawnictwo Literackie, Краків, 1974
- Salome albo o Rozkoszy (Гротеск у творчості Обрі Бердслі), Wydawnictwo Literackie, Краків, 1976
- Гіперреалізм: Nowy Realizm, WAiF, Варшава, 1979
- Podróż do granic sztuki (Зібрання есе), Wydawnictwo Literackie, Краків, 1982
- Саломея та Юда в печері сексу. Гротеск: походження, іконографія, техніка, Evanston, IL, Northwestern University Press, 1987
- Veronica & Her Cloth: History, Symbolism and Structure of a «True» Image, Oxford, Basil Blackwell, 1991
- Art Mon Amour, Sic! , Варшава, 2002

## Стипендії та нагороди
- 1964: співробітниця Італійського інституту у Відні в Університеті Урбіно, Італія
- 1982: Нагорода Європейської програми обміну, Інститут гуманітарних наук Нью-Йоркського університету
- 1982: Кімната спогадів, інсталяція в галереї Хелен Шлієн у Бостоні, визнана однією з найкращих мистецьких виставок 1982 року за версією Boston Globe
- 1983—1985: співробітниця Інституту гуманітарних наук Нью-Йоркського університету
- 1984—1985: стипендіатка Годдера, Прінстонський університет, Нью-Джерсі
- 1985: Премія Фонду вільного самовираження, Нью-Йорк
- 1986: Премія Дженерал Електрик для молодих письменників
- 1988: Почесний приз на 4-му Міжнародному трієнале малюнка у Вроцлаві
- 1988—1989: Рокфеллерівська стипендія, Національний гуманітарний центр, Північна Кароліна
- 1991: Стипендія Азійської ради культури в Японії
- 1994: Премія Фонду культури, Варшава
- 2005: роман «Голді» став фіналістом літературної премії Nike
- 2010: Роман «Фраскаті» був номінований на літературну премію Nike
- 2012: Премія Gloria Artis за заслуги перед польською культурою
- 2016: премія «Варшавська книжкова прем'єра» за книгу «Манхеттен і маленька Венеція».
- 2021: літературна премія Тувіма за життєві досягнення